# Hôn nhân cùng giới ở Hoa Kỳ

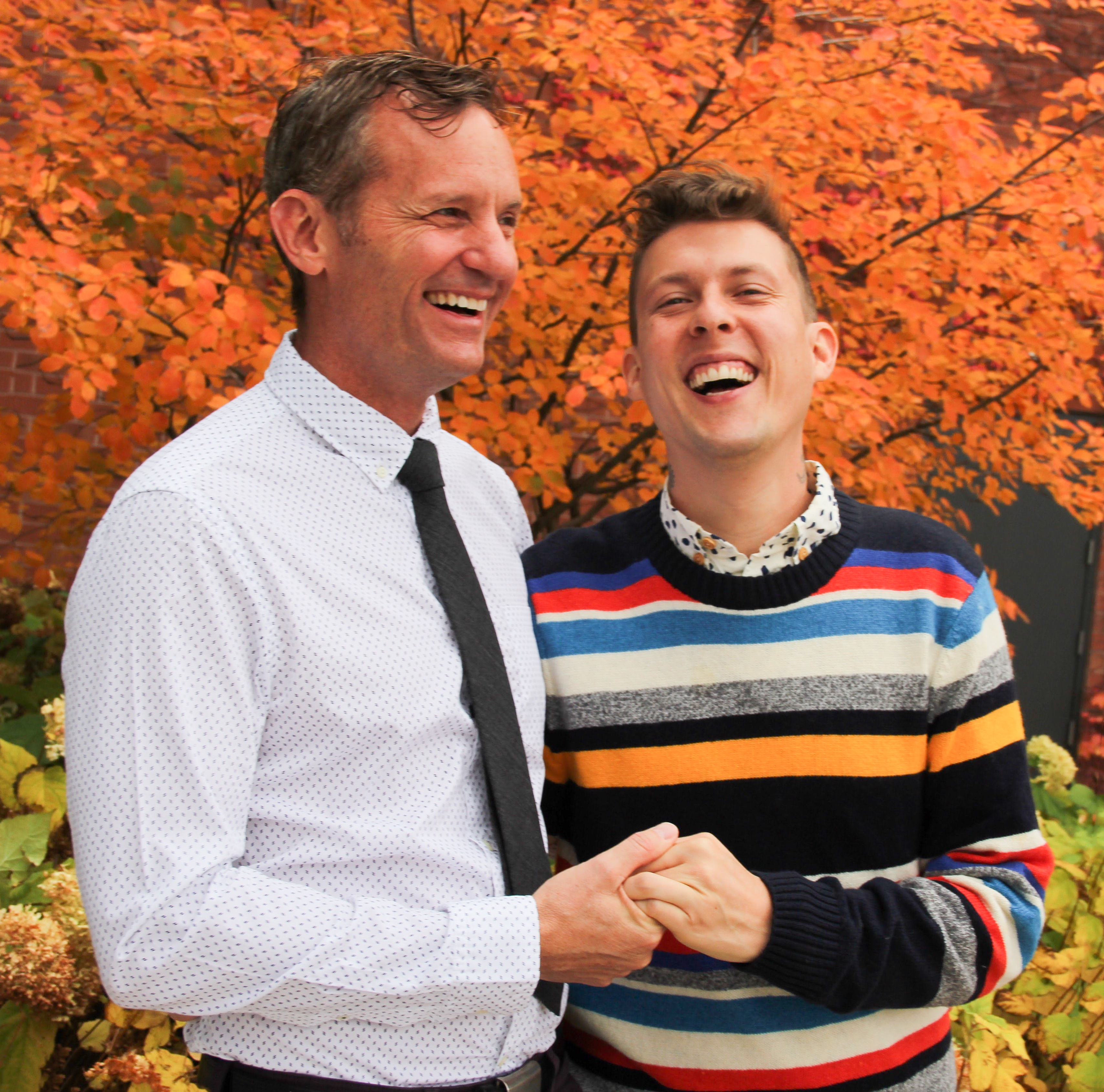
Một cặp mới cưới ở Minnesota ngay sau hợp pháp hóa hôn nhân cùng giới ở phạm vi quốc gia

Hôn nhân cùng giới tại Hoa Kỳ được mở rộng công nhận từ một tiểu bang vào năm 2004 đến 50 tiểu bang vào năm 2015 thông qua nhiều phán quyết của tòa án tiểu bang, tòa án liên bang, luật tiểu bang và trưng cầu ý dân. Mỗi tiểu bang có luật hôn nhân riêng, nhưng phải tuân thủ các phán quyết của Tòa án Tối cao Hoa Kỳ công nhận hôn nhân là quyền cơ bản được Điều khoản Trình tự công bằng và Điều khoản Bảo vệ bình đẳng của Tu chính án thứ 14 Hiến pháp Hoa Kỳ đảm bảo, được xác lập trong án lệ Loving kiện Virginia.
Phong trào dân quyền ủng hộ bình đẳng hôn nhân bắt đầu vào thập niên 1970. Năm 1972, Tòa án Tối cao Hoa Kỳ xác định việc cấm hôn nhân cùng giới không vi phạm Hiến pháp Hoa Kỳ trong án lệ Baker kiện Nelson. Năm 1993, Tòa án Tối cao Hawaii phán quyết rằng việc tiểu bang giới hạn hôn nhân trên cơ sở giới tính vi phạm Hiến pháp Hawaii trong vụ Baehr kiện Lewin. Phán quyết đó khiến cho chính phủ liên bang, tiểu bang thông qua luật giới hạn hôn nhân trên cơ sở giới tính để ngăn chặn tình trạng hôn nhân cùng giới được luật công nhận, tiêu biểu là Luật Bảo vệ hôn nhân. Năm 2003, Tòa án Tối cao Massachusetts phán quyết rằng việc tiểu bang giới hạn hôn nhân trên cơ sở giới tính vi phạm Hiến pháp Massachusetts trong vụ Goodridge kiện Sở Y tế công cộng. Từ năm 2004 đến năm 2015, dư luận ngày càng ủng hộ hôn nhân cùng giới, đồng thời nhiều phán quyết của tòa án tiểu bang, tòa án liên bang, pháp luật tiểu bang, trưng cầu dân ý và sáng kiến xác lập hôn nhân cùng giới ở 36 tiểu bang.
Tháng 6 năm 2013, Tòa án Tối cao Hoa Kỳ tuyên bố Luật Bảo vệ hôn nhân vi phạm Tu chính án thứ 5 Hiến pháp Hoa Kỳ trong vụ Hoa Kỳ kiện Windsor, chính thức công nhận hôn nhân cùng giới ở cấp liên bang và đảm bảo quyền lợi liên bang của cặp đôi cùng giới kết hôn có mối liên hệ với tiểu bang thường trú hoặc tiểu bang nơi cử hành hôn lễ. Tháng 6 năm 2015, Tòa án Tối cao phán quyết rằng Điều khoản Trình tự công bằng vàĐiều khoản Bảo vệ bình đẳng của Tu chính án thứ 14 Hiến pháp Hoa Kỳ đảm bảo quyền kết hôn của cặp đôi cùng giới trong vụ Obergefell kiện Hodges. Ngày 13 tháng 12 năm 2022, Luật Tôn trọng hôn nhân có hiệu lực, bảo vệ hôn nhân cùng giới và khác chủng tộc ở cấp liên bang, tiểu bang và chính thức bãi bỏ Luật Bảo vệ hôn nhân.

## Lịch sử
Ngày 26 tháng 6 năm 2015, Tòa án Tối cao Hoa Kỳ hợp pháp hóa hôn nhân cùng giới trên cả nước và yêu cầu các tiểu bang công nhận tình trạng hôn nhân cùng giới ngoài tiểu bang trong vụ Obergefell kiện Hodges. Hoa Kỳ là quốc gia thứ 17 trên thế giới và quốc gia thứ hai ở Bắc Mỹ sau Canada công nhận hôn nhân cùng giới.

## Quy định pháp luật

### Pháp luật liên bang
Theo Văn phòng Trách nhiệm Chính phủ, công dân Hoa Kỳ kết hôn được hưởng 1.138 quyền lợi, đảm bảo của chính phủ liên bang trong những lĩnh vực an sinh xã hội, quyền lợi cựu chiến binh, bảo hiểm y tế, Medicaid, thăm bệnh viện, thuế bất động sản, tiết kiệm hưu trí, lương hưu, nghỉ phép gia đình và nhập cư.

Từ ngày 9 tháng 7 năm 2015, cặp đôi cùng giới kết hôn tại Hoa Kỳ được hưởng cùng các quyền lợi từ chính phủ liên bang như cặp đôi khác giới kết hôn.